# Meadowbrook (Kalifornien)
Meadowbrook ist ein Census-designated place im Riverside County im US-Bundesstaat Kalifornien.
Das U.S. Census Bureau hat bei der Volkszählung 2020 eine Einwohnerzahl von 3.142 ermittelt.

## Geographie
Meadowbrook liegt zwischen den Städten Lake Elsinore und Perris an der California State Route 74. In südöstlicher Richtung befinden sich die Städte Canyon Lake und Menifee.
Mit einer Fläche von ungefähr 17,8 km², die sich fast vollständig aus Land zusammensetzt, beträgt die Bevölkerungsdichte 177 Einwohner pro Quadratkilometer. Das Ortszentrum liegt auf einer Höhe von 493 Metern.

## Politik
Meadowbrook ist Teil des 28. Distrikts im Senat von Kalifornien, der momentan vom Demokraten Ted W. Lieu vertreten wird. In der California State Assembly ist der Ort dem 67. Distrikt zugeordnet und wird somit von der Republikanerin Melissa Melendez vertreten. Auf Bundesebene gehört Meadowbrook Kaliforniens 42. Kongresswahlbezirk an, der einen Cook Partisan Voting Index von R+10 hat und vom Republikaner Ken Calvert vertreten wird.